# Banksia canei
Banksia canei é uma espécie de arbusto da família Proteaceae endêmica da Austrália. Foi descrita cientificamente pelo botânico James Hamlyn Willis.